# Försvarsbeslutet 1987
Försvarsbeslutet 1987 (proposition 1986/87:95) var ett försvarsbeslut som fattades av Riksdagen den 2 juni 1987 om hur det svenska Civilförsvaret samt Försvarsmakten skulle verka fram till 1992.

## Bakgrund
I juni 1983 bemyndigande regeringen chefen för försvarsdepartementet att tillkalla en kommitté med uppdrag att se över värnpliktsutbildningen. I mars 1984 gav regeringen tilläggsdirektiv. 1983 års värnpliktsutbildningskommitté redovisade sina överväganden och förslag i fyra betänkanden, (SOU 1984:71) Värnplikten i framtiden, (SOU 1985:36) Värnplikten i samhället, (SOU 1986:30) Vapenfriutbildningen i framtiden och (SOU 1986:43) Befrielse från värnpliktstjänstgöring. Den 14 mars 1984 bemyndigande regeringen chefen för försvarsdepartementet att tillkalla en kommitté med högst sju ledamöter. Försvarskommittén fick i uppdrag att överväga och lämna förslag om säkerhetspolitikens inriktning och totalförsvarets fortsatta utveckling efter budgetåret 1986/1987. I maj 1985 överlämnade försvarskommittén (FK84) (SOU 1985:23) Svensk säkerhetspolitik inför 90-talet till chefen för försvarsdepartementet.
Regeringens proposition byggde i stort sett på betänkandet från 1984 års försvarskommitté (SOU 1985:23), vilket kommittén lade fram trots att det vid den tiden var en starkt inflammerad politisk strid om säkerhetspolitiken. Kommitténs betänkande var det första i sig, där det inte nämndes något om att en angripares huvudmotståndare skulle kunna tänkas ingripa till svensk fördel. Dock nämndes i betänkandet "att det andra maktblocket får tillgång till svenskt territorium". Detta kan ses som formulering där svenskt territorium och luftrum kunde ställas till NATO:s förfogande. Gällande varaktighet av kriser och krig angav kommittén:
- Förkrigsskedet antas få en utsträckning av upp till ett år.
- Förkrigsskedet följs antingen av ett krigsskede eller ett neutralitetsskede med en varaktighet av ett antal månader (om krisen inte avvecklas).
- Efterkrigsskedet har en utsträckning om något år.

| Verksamhetsår | Procent av BNP |
| ------------- | -------------- |
| 1987/88       | 2,5            |
| 1988/89       | 2,5            |
| 1989/90       | 2,5            |
| 1990/91       | 2,6            |
| 1991/92       | 2,3            |

## Beslutet
Propositionen antogs av riksdagen den 2 juni 1987 med en bred majoritet där 307 ledamöter röstade för regeringen förslag. Beslutet följde i stort sett 1984 års försvarskommitté samt den partiöverenskommelse som skett mellan Socialdemokraterna och Folkpartiet i januari samma år. I korthet innebar försvarsbeslutet:
| ” | - Den svenska neutralitetspolitiken är den främsta garanten för vår fred och vårt oberoende. Sverige kommer därför orubbligt fullfölja en alliansfri politik syftande till neutralitet i krig. Denna politik är fast förankrad hos det svenska folket - Alla förberedelser och överläggningar syftande till militär samverkan med andra stater i krig är självfallet uteslutna. - Totalförsvaret skall vara så uppbyggt och organiserat att det är hela folkets angelägenhet. - Planering skall utgå från "den svåraste situationen, nämligen att ett angrepp inleds med endast kort militär förvarning och att vi såldes inte helt hunnit genomföra mobilisering och krigsorganisering. - Vissa system och funktioner inom marinen och flygvapnet prioriteras under den närmaste femårsperioden. - Planering för att införa JAS 39 i krigsorganisationen bör ligga fast. I syfte att ytterligare förstärka luftförsvaret bör systemets inriktning på längre sikt övervägas inför 1992 år försvarsbeslut, bland annat avseende en utökning av antalet JAS 39. - Arméns krigs- och fredsorganisation bibehålls, i avvaktan på ytterligare utredningar. | „ |

De system inom Flygvapnet och Marinen som försvarsbeslutet ansåg som prioriterade var:
MarinenUtveckling och produktion av kustkorvetter av Göteborgsklass, minröjningsfartyg av Landsortsklass, och ubåtar av Västergötlandsklass. Vidare skulle modernisering fortgå av ubåtarna av Sjöormenklass samt kustartilleriets fasta tunga batterier. Marinen fick även genom beslutet ett ökat ubåtsskydd iform av att dess Hkp 4D moderniserades samt tillfördes ytterligare helikoptrar från Flygvapnet. Vidare påbörjades utveckling av ny tung kustrobot för Tungt kustrobotbatteri 90 och ubåtsjakttorped.
FlygvapnetJaktflyget fortsatte att ombeväpnas till JA 37 Viggen, vidare skulle modernisering och gångtidsförlängning fortlöpa av J 35 Draken. Detta för att klara introduktionen av JAS 39 Gripen, som planerades till slutet av 1990-talet. Flygvapnet skulle även fortsätta sin anskaffning av utrustning till stridslednings- och luftbevakningssystem, och även modernisera och bygga ut dess flygbassystem. Försvarsbeslutet berörde även att utvecklingen skulle fortlöpa av JAS 39 samt flygburen radar.
ArménÄven om Flygvapnet och Marinen var prioriterade, så beslutades det att renoverings- och modifieringsåtgärder skulle fortlöpa på luftvärnsbataljon 48 och Stridsvagn 103. Vidare skulle en artillerilokaliseringsradar (Arthur) utvecklas. Riksdagen beslutade även att armén skulle påbörja beväpning av dess förband med Stridsfordon 90.

## Försvarsmaktens organisation
Försvarsbeslutet var det första i sig som inte innebar någon förändring av Försvarsmaktens grund- och krigsorganisation. Dock så uppgavs det i försvarsbeslutet att organisationen skulle lämnas åt vidare utredning för ett riksdagsbeslut 1989. I juli 1987 uppgick Försvarsmaktens samlade resurser efter mobilisering till 850.000 man inklusive hemvärnets cirka 100.000 man. Nedan återges om hur krigsorganisationen läge var vid samma tidpunkt.
| Operativ ledning - 1x Högkvarteret - 6x Militärområdesstaber Armén - 10x Infanteribrigad 77 - 8x Infanteribrigad 66 - 5x Norrlandsbrigader - 5x Pansarbrigader - 1x Mekaniserade brigader - 105x Fältbataljoner - 85x Lokalförsvarsbataljoner | Marinen - 4x Torpedbåts-/Robotbåts/Kustkorvettdivisioner - 4x Patrullbåtsdivisioner - 6x Minfartygsflottiljer - 2x Ubåtsflottiljer - 8x Minröjningsflottiljer - 8x Helikopterdivisioner - 30x Kustartilleribataljoner | Flygvapnet - 7x Jaktflygdivisioner JA 37 - 4x Jaktflygdivisioner J 35 - 5,5x Attackflygdivisioner AJ 37 - 4x Lätta attackflygdivisioner SK 60 - 44x Stril- och basbataljoner |

## Efterverkningar
Efter riksdagens beslut uppfattade Försvarsmakten försvarsbeslutet som ett trendbrott av, Överbefälhavare Lennart Ljung ansåg följande om försvarsbeslutet. 
| ” | 1987 års försvarsbeslut innebär ett säkerhetspolitiskt vägval av största betydelse för vår nation. En utveckling av den svenska Försvarsmakten i enlighet med ÖB-nivå innebär att vi tydligt demonstrerar vår fasta vilja att även fortsättningsvis fullfölja vår neutralitetspolitik stödd till ett starkt försvar. | „ |

Dock så upptäckte dåvarande planeringschefen i försvarsstaben Owe Wiktorin att Försvarsmakten i själva verket var i djup ekonomisk kris, vilket han presenterade 1988 vid Storlienkonferensen. Försvarets rationaliseringsinstitut hade innan Försvarsbeslutet fått i uppdrag att utreda om efterföljderna av 1982 års försvarsbeslut. Detta på grund av att ÖB hösten 1986 anmälde ett extra anslag på 900 miljoner kronor för att planerad verksamhet skulle kunna genomföras. Utredningen leddes av Gunnar Petri som var chef för Försvarets rationaliseringsinstitut, han fann brister inom Försvarsmakten som vuxit fram genom åren. Bristernas proportion ansågs av att det saknats ekonomiska resurser för att verkställa försvarsbesluten under 1970- och 1980-talet. Dock så kom denna utredning aldrig att nå varken Försvarskommittén eller Riksdagen innan beslutet röstades igenom, utan stannade på tjänstemannanivå i regeringskansliet. Dåvarande försvarsminister Roine Carlsson, som var den ansvarige ministern, instämde i Owe Wiktorins uppgifter, dock 1989 ett år senare vid Storlienkonferensen, då han anförde:
| ” | Det skulle behövas ytterligare 5-6 miljarder för att genomföra 1987 års försvarsbeslut menar ÖB, och då är inte problemen med JAS medräknade. För regeringen har denna utveckling blivit ett memento. Det skulle 1987 ha behövts en ramökning på 12-13 miljarder för att beslutet skulle att fått den innebörd riksdagen trodde det hade. | „ |

De politiska och ekonomiska efterverkningarna av 1987 års försvarsbeslut visade sig att beslutet i sig var grovt underfinansierat, och de svarta hål som fanns inom Försvarsmakten doldes och fördjupades ytterligare. Som åtgärd till att lösa dessa problem, överlät Roine Carlsson ansvaret till 1988 års försvarskommitté. Försvarskommittén havererade dock hösten 1990 och ersattes av Försvarsutredning 1988, där samtliga partier var representerade. Detta medförde att Regeringen Carlssons tänkta försvarsbeslutet 1991 sköts på framtiden.
När Regeringen Carl Bildt tillträdde hösten 1991 återspeglades endast ett säkert arv ur försvarspolitisk betydelse från Socialdemokraterna i Carl Bildts regeringsförklaring, "JAS-projektet skall fullföljas" allt annat var i gungning bland annat den allmänna värnplikten. Inför försvarsbeslutet 1996 ansåg Regeringen Carlsson III att det hade saknats 12 miljarder kronor för att fullfölja det borgerliga beslutade försvarsbeslutet 1992. Detta kan ses i paritet med Roine Carlssons kommentar 1989 om att det skulle ha behövts en ramökning på 12-13 miljarder, för att fullfölja det socialdemokratiska beslutade försvarsbeslutet 1987.
Tillsammans med försvarsutredning 1988 blev försvarsbeslutet 1987 början på den kraftiga reducering av Försvarsmaktens grund- och krigsorganisationen som till sist ledde till det stålbad som ÖB Owe Wiktorin drev igenom i samband med 2000 års försvarsbeslut. Inför 2000 års försvarsbeslut föreslog ÖB för Regeringen Persson att Sverige inte längre skulle ha något existensförsvar, något regeringen godtog, då man ansåg att det skulle frigöra ekonomiska medel, för att dels för rädda JAS-projektet men även för organisera förband för internationella insatser.